# Anolis cuprinus
Anolis cuprinus – gatunek jaszczurki z rodziny Anolidae. Występuje w południowym Meksyku jedynie w środowiskach niezmienionych zbyt silnie działalnością człowieka.

## Systematyka
Gatunek zalicza się do rodzaju Anolis. Zaliczany bywał też do Norops, obecnie uznawanego za młodszy synonim Anolis.
Rodzaj Anolis umieszcza się obecnie w monotypowej rodzinie Anolidae. W przeszłości zaliczano go jednak do rodziny legwanowatych (Iguanidae).

## Rozmieszczenie geograficzne
Gatunek ten żyje w południowym Meksyku, zamieszkując stan Chiapas i wschodnią część stanu Oaxaca.
Tereny zajmowane przez jaszczurkę leżą na wysokości 200–700 metrów n.p.m.

## Siedlisko
Przedstawiciel Iguania zamieszkuje pierwotne i wtórne górskie lasy lasy mgliste. Nie występuje w okolicach silnie zdegradowanych działaniami człowieka.

## Zagrożenia i ochrona
W Czerwonej księdze gatunków zagrożonych IUCN Anolis cuprinus jest klasyfikowany jako gatunek najmniejszej troski (LC, ang. Least Concern).
Gatunek zazwyczaj wydaje się rzadki, a trend jego liczebności ocenia się jako stabilny.
IUCN nie wymienia żadnych istotnych zagrożeń dla gatunku. Obecność jaszczurki odnotowano w Rezerwacie Biosfery El Triunfo.